# Héctor Altamirano
Héctor „Pity” Altamirano Escudero (ur. 17 marca 1977 w Matías Romero) – meksykański piłkarz występujący na pozycji prawego obrońcy, reprezentant Meksyku, trener piłkarski.

## Kariera klubowa
Altamirano jest wychowankiem Cruz Azul, w którym zadebiutował 17 września 1997 w spotkaniu z Pueblą (0:0). Trzy kolejki później, w swoim drugim występie ligowym, zdobył gola w meczu z UNAM Pumas (2:2). Mimo dobrego początku w tym sezonie wystąpił jeszcze tylko raz. W kolejnej fazie - Verano 1998 - również nie poszło mu najlepiej, gdyż wystąpił w 3 meczach i nie zdobył żadnej bramki. W 1998 roku podpisał kontrakt z Santos Laguną, gdzie przez 7 lat był podstawowym zawodnikiem zespołu. Następnie przeniósł się do San Luis, gdzie rozegrał udany sezon, po którym zasilił szeregi Morelii. Tam nie osiągnął znaczących sukcesów i po roku został sprzedany do Tecos UAG Guadalajara. W latach 2008–2009 był piłkarzem dwóch drugoligowych zespołów: Correcaminos UAT i Tiburones Rojos de Veracruz. W roku 2010 powrócił do najwyższej klasy rozgrywkowej, aby występować w Querétaro FC. Tutaj zadebiutował 17 stycznia 2010 w spotkaniu z Atlante (0:0).

## Kariera reprezentacyjna
Héctor Altamirano był członkiem reprezentacji Meksyku w latach 1999-2005 i brał z nią udział w Copa América 2004 oraz Złotym Pucharze CONCACAF 2005.